# Ла-Лантерн-э-лез-Армон
Ла-Ланте́рн-э-лез-Армо́н (фр. La Lanterne-et-les-Armonts) — коммуна во Франции, находится в регионе Франш-Конте. Департамент — Верхняя Сона. Входит в состав кантона Мелизе. Округ коммуны — Люр.
Код INSEE коммуны — 70295.

## География
Коммуна расположена приблизительно в 330 км к востоку от Парижа, в 75 км северо-восточнее Безансона, в 34 км к северо-востоку от Везуля.
На территории коммуны расположено много озёр.

## Население
Население коммуны на 2010 год составляло 185 человек.
| 1962 | 1968 | 1975 | 1982 | 1990 | 1999 | 2010 |
| ---- | ---- | ---- | ---- | ---- | ---- | ---- |
| 274  | 239  | 207  | 197  | 168  | 161  | 185  |

## Администрация
| Период | Период | Фамилия      | Партия | Примечания |
| ------ | ------ | ------------ | ------ | ---------- |
| 2001   | 2008   | Роже Брюльте |        |            |
| 2008   | 2014   | Жиль Мартине |        |            |

## Экономика

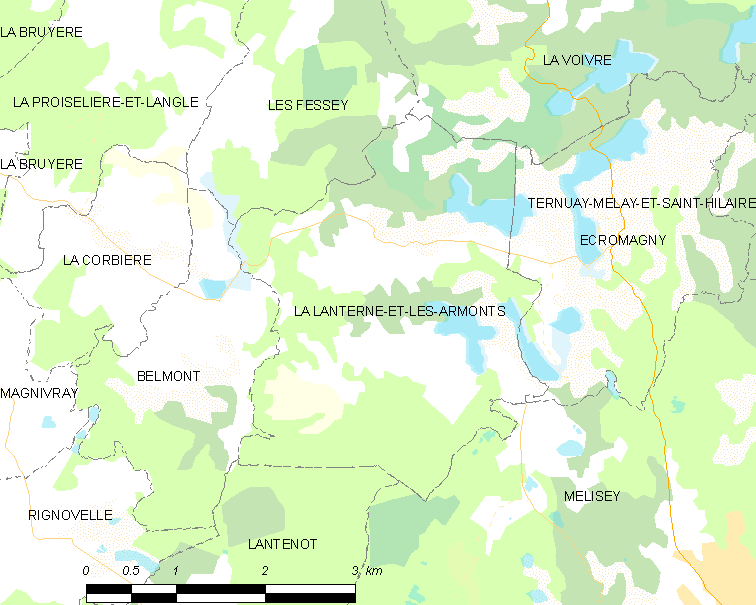
Карта коммуны

В 2010 году среди 116 человек трудоспособного возраста (15—64 лет) 89 были экономически активными, 27 — неактивными (показатель активности — 76,7 %, в 1999 году было 54,4 %). Из 89 активных жителей работали 80 человек (45 мужчин и 35 женщин), безработных было 9 (3 мужчины и 6 женщин). Среди 27 неактивных 6 человек были учениками или студентами, 13 — пенсионерами, 8 были неактивными по другим причинам.